# Arctic 1
Arctic 1 is een 4D-simulator in het Nederlandse dierenpark Wildlands Adventure Zoo Emmen, in het themagebied Nortica. Tijdens de rit wordt de illusie gewekt dat men in een experimenteel voertuig door het poolgebied reist. Arctic 1 werd in gebruik genomen bij de officiële opening van het park op 25 maart 2016. De attractie werd ontwikkeld door Vekoma, in samenwerking met Brogent Technologies. Het concept is ontwikkeld door de Leisure Expert Group, de decors zijn uitgevoerd door Jora Vision.

## Rit
In de wachtrij van de attractie bevindt zich een dierverblijf met zwarte ratten.
Vóór de rit krijgt men een 4D-bril ('veiligheidsbril'). Via een televisiescherm vertellen Olaf Radimir ('Bedenker en maker') van het voertuig en Arnaud ('Assistent') over de Arctic 1, hun experimentele voertuig dat kan rijden, vliegen, duiken en varen en beschikt over de zogenaamde 'stormspeed', waardoor het zich buitengewoon snel kan voortbewegen. Tegelijkertijd geven zij de veiligheidsinstructies voor de attractie en vragen zij of de bezoekers willen fungeren als testpiloten.
Na deze voorshow betreedt men het voertuig (de simulator) en maakt men (dankzij de stormspeed) een tocht naar zowel de Noordpool als de Zuidpool. Gedurende de show zijn er projecties van onder meer het Noorderlicht, poolwolven, bultrugwalvissen, ijsberen en keizerspinguïns te zien. Naarmate de rit vordert, krijgt het experimentele voertuig zogenaamd mankementen, die veroorzaakt zouden zijn door per abuis aan boord gekomen ratten. Uiteindelijk keert de Arctic 1 echter veilig terug.

## Technische beschrijving
De Arctic 1 een zogenaamde v-Ride van Brogent, met een capaciteit van 100 personen per rit. Er zijn vier bewegende platformen met elk plaats voor 25 personen. De platformen kunnen drie kanten op bewegen. Tevens is er een niet meebewegend platform speciaal voor rolstoelgebruikers. De attractie is zo ontworpen dat geluidsemissie beperkt is. Er zijn diverse speciale effecten waaronder zogenaamde leg ticklers, wind-, mist-, en rookeffecten. Daarnaast worden er 3D-beelden geprojecteerd op een scherm van 8,4 bij 4,8 meter.